# Гргарске Равне
Гргарске Равне (словен. Grgarske Ravne, итал. Raune) су насељено место у општини Нова Горица, Горишка регија, Словенија.

## Историја
До територијалне реорганизације у Словенији биле су у саставу старе општине Нова Горица.

## Становништво
У попису становништва из 2011. године, Гргарске Равне су имале 122 становника.
| Број становника према пописима | Број становника према пописима | Број становника према пописима |
| ------------------------------ | ------------------------------ | ------------------------------ |
| 1991                           | 2002                           | 2011                           |
| 182                            | 165                            | 122                            |

Напомена: Године 2004. смањен за део насеља који је проглашен за ново самостално насеље Драговица.